# Zig
Zig — императивный, статически типизированный, компилируемый язык программирования общего назначения. Язык был спроектирован для «создания надёжного, оптимального и переиспользуемого ПО» (англ. maintaining robust, optimal and reusable software). Поддерживает обобщённое программирование и рефлексию во время компиляции, кросс-компиляцию и ручное управление памятью. Главная цель языка — быть более удобным, чем Си в задачах системного программирования, и в то же время быть более простым, чем C++ и Rust. Разработка Zig поддерживается некоммерческой организацией Zig Software Foundation, основанной в 2020 году автором языка Эндрю Келли.
Язык имеет много средств для низкоуровневого программирования, среди таковых: упакованные структуры (структуры с нулевым выравниванием между полями), целочисленные типы произвольной длины (вплоть до 65535 бит), несколько типов указателей.
На момент версии 0.10.0 Zig по умолчанию использует новый компилятор, написанный на самом языке Zig, однако временно остаётся возможность использовать старый компилятор на C++. В качестве основного бэкэнда компилятора используется LLVM, однако существуют другие бэкенды разной готовности. Компилятор лицензирован под свободной лицензией MIT. Компилятор имеет возможность компилировать программы на Си и C++ с помощью команд zig cc и zig c++. Язык программирования Nim поддерживает использование компилятора Zig как си-компилятора.

## Примеры кода
Hello World:
```
const
 
std
 
=
 
@import
(
"std"
);

pub
 
fn
 
main
()
 
!
void
 
{

    
const
 
stdout
 
=
 
std
.
io
.
getStdOut
().
writer
();

    
try
 
stdout
.
print
(
"Hello, {s}!
\n
"
,
 
.{
"world"
});

}

```

Обобщённый связный список:
```
fn
 
LinkedList
(
comptime
 
T
:
 
type
)
 
type
 
{

    
return
 
struct
 
{

        
pub
 
const
 
Node
 
=
 
struct
 
{

            
prev
:
 
?*
Node
,

            
next
:
 
?*
Node
,

            
data
:
 
T
,

        
};

        
first
:
 
?*
Node
,

        
last
:
  
?*
Node
,

        
len
:
   
usize
,

    
};

}

pub
 
fn
 
main
()
 
void
 
{

    
var
 
node
 
=
 
LinkedList
(
i32
).
Node
 
{

        
.
prev
 
=
 
null
,

        
.
next
 
=
 
null
,

        
.
data
 
=
 
1234
,

    
};

    
var
 
list
 
=
 
LinkedList
(
i32
)
 
{

        
.
first
 
=
 
&
node
,

        
.
last
 
=
 
&
node
,

        
.
len
 
=
 
1
,

    
};

}

```